# Helena Zumsande
Helena Zumsande (* 31. Oktober 1993 in Rhede (Ems); † 15. August 2015 in Hamburg) war eine deutsche Sängerin.

## Leben
Helena Zumsande nahm 2008 an der Castingshow Deutschland sucht den Superstar teil. Die Jury erkannte ihr Talent als Sängerin, befand jedoch, dass sie mit 14 Jahren noch zu jung sei, um bei der Show mitmachen zu dürfen. Man empfahl ihr, in einigen Jahren wiederzukommen.
Nach ihrem Schulabschluss begann Zumsande eine Ausbildung zur Erzieherin. 2014 erhielt sie mit 20 Jahren die Diagnose, dass sie an Magenkrebs leidet. Daraufhin brach sie ihre Ausbildung ab und nahm eine Therapie auf, um ihre Krankheit zu bekämpfen.
Von ihrer Familie wurde sie dazu ermutigt, sich ihren Wunsch, Sängerin zu werden, zu erfüllen. Sie coverte das Lied All of me von John Legend. Die Familie gründete die Facebook-Seite Ein Song für Helena und stellte die Aufnahme dort und bei YouTube ein, der Song wurde tausendfach geklickt. Als Helena Zumsande ankündigte, als Nächstes das Lied Wie schön du bist von Sarah Connor zu covern, wurde sie von der Sängerin persönlich nach Berlin in ihr Tonstudio eingeladen. Dort nahmen sie im Juni 2015 zusammen das Lied auf. Dieses Video wurde im Internet millionenfach aufgerufen und die junge Frau wurde deutschlandweit bekannt.
Helena Zumsande starb am 15. August 2015 im UKE Hamburg.
Kurz nach ihrem Tod wurde Zumsandes Buch Solange ihr mein Lied hört veröffentlicht, das sie zusammen mit der Stern-Journalistin Nina Poelchau geschrieben hatte.

## Werk
- Solange ihr mein Lied hört: Mein Leben mit Krebs. Ullstein, Berlin 2015, ISBN 978-3-843-71242-2.